# Procri
Procri (in greco antico: Πρόκρις?, Pròcris) è un personaggio della mitologia greca, figlia di Eretteo re di Atene e Prassitea e sorella di Creusa, Orizia e Ctonia. La sua storia è raccontata nelle Metamorfosi di Ovidio.

## Mitologia
Procri sposò Cefalo, dal quale ebbe Arcesio, padre di Laerte e nonno di Ulisse. Ma la bellezza del marito attrasse Eos, la dea dell'aurora, condannata da Afrodite a innamorarsi di continuo per aver condiviso il talamo con Ares. L'aurora cercò di attirare con generose profferte d'amore Cefalo, ma lui dichiarò che era fedele a Procri e che, se anche si fosse trattato di Afrodite in persona, non avrebbe consentito a diventare il suo amante.
Eos, non rinunciando a lui, gli chiese di mettere alla prova la fedeltà della moglie, poi sparì. Cefalo, turbato dal pensiero che Procri lo tradisse in sua assenza, sotto mentite spoglie si presentò alla moglie e le offrì molti monili d'oro, in cambio di una notte con lei. Sulle prime Procri non cedette né all'oro, né al marito travestito, poi, vinta dalla sua insistenza, accettò. Allora il marito si rivelò, e lei, piena di vergogna, travestitasi da giovinetto, fuggì a Creta, dove divenne l'amante di Minosse. Il re di Creta donò a Procri una lancia magica che non mancava mai il bersaglio e un cane, di nome Lelapo, che riusciva sempre a catturare le prede, doni che aveva avuto da Artemide, la quale si irritò molto.

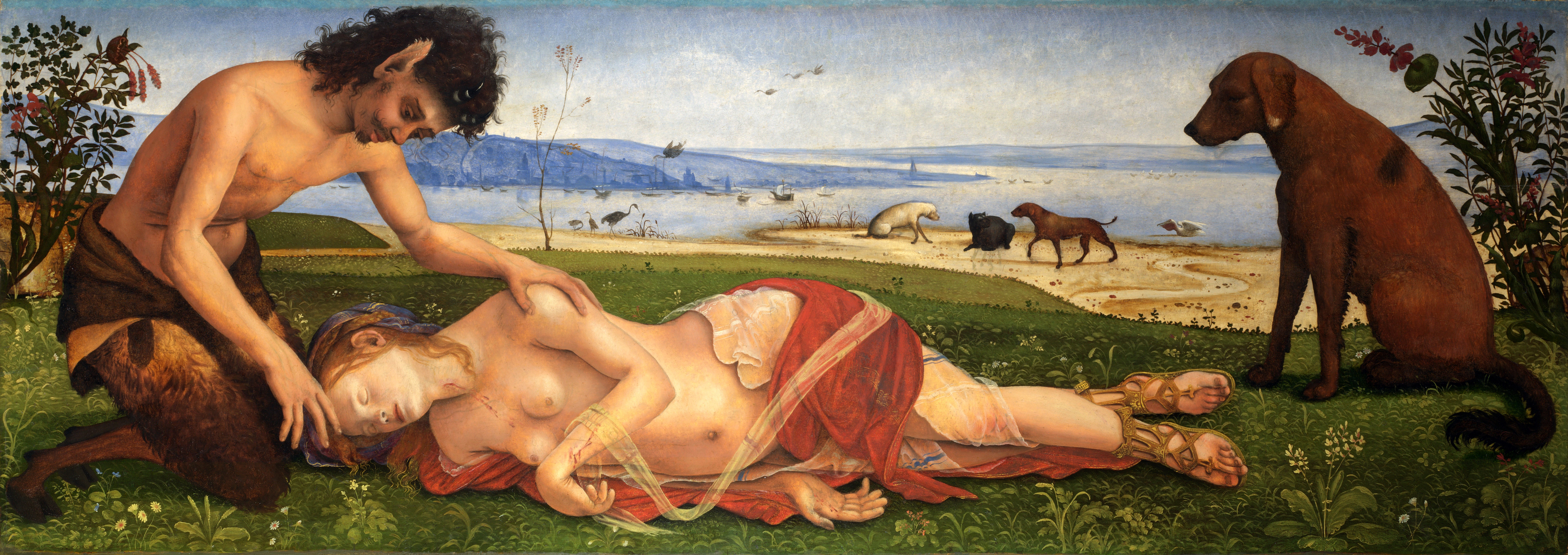
Morte di Procri, quadro realizzato da Piero di Cosimo (1486–1510 circa; Londra, Galleria Nazionale)

In seguito Procri tornò da Creta e rincontrò Cefalo, che, notando i regali fatti da Minosse a Procri, le chiese cosa volesse in cambio della lancia e di Lelapo, e lei rispose che glieli avrebbe ceduti in cambio di una notte d'amore. I due sposi si riconobbero nell'intimità e si riconciliarono. Vissero ancora dei momenti di lussuria insieme, ma Artemide, che non aveva mai tollerato che i suoi regali venissero passati di mano in mano per le gioie del sesso, decise di vendicarsi.
Un giorno Procri, pensando che Cefalo fosse ancora innamorato di Eos, durante una battuta di caccia si nascose in un cespuglio per spiare l'amato. Cefalo, sentendo un fruscio nel cespuglio e pensando che vi si nascondesse una fiera in agguato, afferrò la lancia che non mancava mai il bersaglio e la lanciò contro il cespuglio, uccidendo accidentalmente la moglie.